# ナーランダ僧院
ナーランダ僧院（ナーランダそういん、Nalanda Mahavihara）は、インドビハール州ナーランダ県中部にかつて存在した仏教の学問所である。ナーランダ・マハーヴィハーラ、ナーランダ精舎、那爛陀寺、ナーランダ大学ともされる。歴史家の間では、世界初の全寮制大学で、古代世界で最も偉大な学問の中心地の一つであると考えられており、ラージャグリハ（現在のラジギール）近郊、パータリプトラ（現在のパトナ）の南東約90キロの場所に位置し、427年から1197年まで運営されていたとされる。
ナーランダはグプタ朝時代に設立され、仏教徒・非仏教徒の両方を含む、多くのインド人やジャワ人の後援者に支えられていた 。約750年にわたり、その教授陣には大乗仏教の最も尊敬される学者たちが在籍した。ナーランダ大乗仏教では、ヨーガカラやサルヴァスチバーダなどの6つの主要な仏教宗派・哲学、ヒンドゥー教ヴェーダとその6つの哲学、さらには文法、医学、論理、数学などの科目を教えていた。
また7世紀には中国からの巡礼者が来訪し、玄奘三蔵は657冊のサンスクリット語仏典を、義浄は400冊のサンスクリット語仏典を持ち帰り、それらの仏典は東アジアの仏教に大きな影響を与えた。ムハンマド・バフティヤール・ハルジーの軍隊によって略奪・破壊されたが、その後一部が修復され、1400年頃まで存続した 。今日では、2016年に世界遺産に登録された。
2010年にインド政府は、ナーランダ大学復興を国家プロジェクトとして掲げ、2014年9月1日、800年の時を経て授業を再開した。40ヶ国の1000人の申請者の中から15人を募集して新学期を開始した。ナーランダ大学の副学長よると2020年までに大学院を7つ設立して科学、哲学、心理学、社会学科を開設する予定である。

## 名称
「ナランダ」は " 蓮のある場所 " という意味。蓮は知恵の象徴であるため、“知恵を与える場所、知恵を授ける場所”と解釈される（ナラン＝蓮、ダ＝与える）。また玄奘三蔵は『大唐西域記』で " 施無厭(せむおん) "という意味にとっている。この場合は“惜しみなく与える処、倦まず授け続ける場所”という解釈になる。（ナ＝ない、否定、アラン＝厭きる、ダ＝与える）
なおマハーヴィハーラ（Mahavihara）は「偉大な精舎, 大僧院」の意味。

## 略史

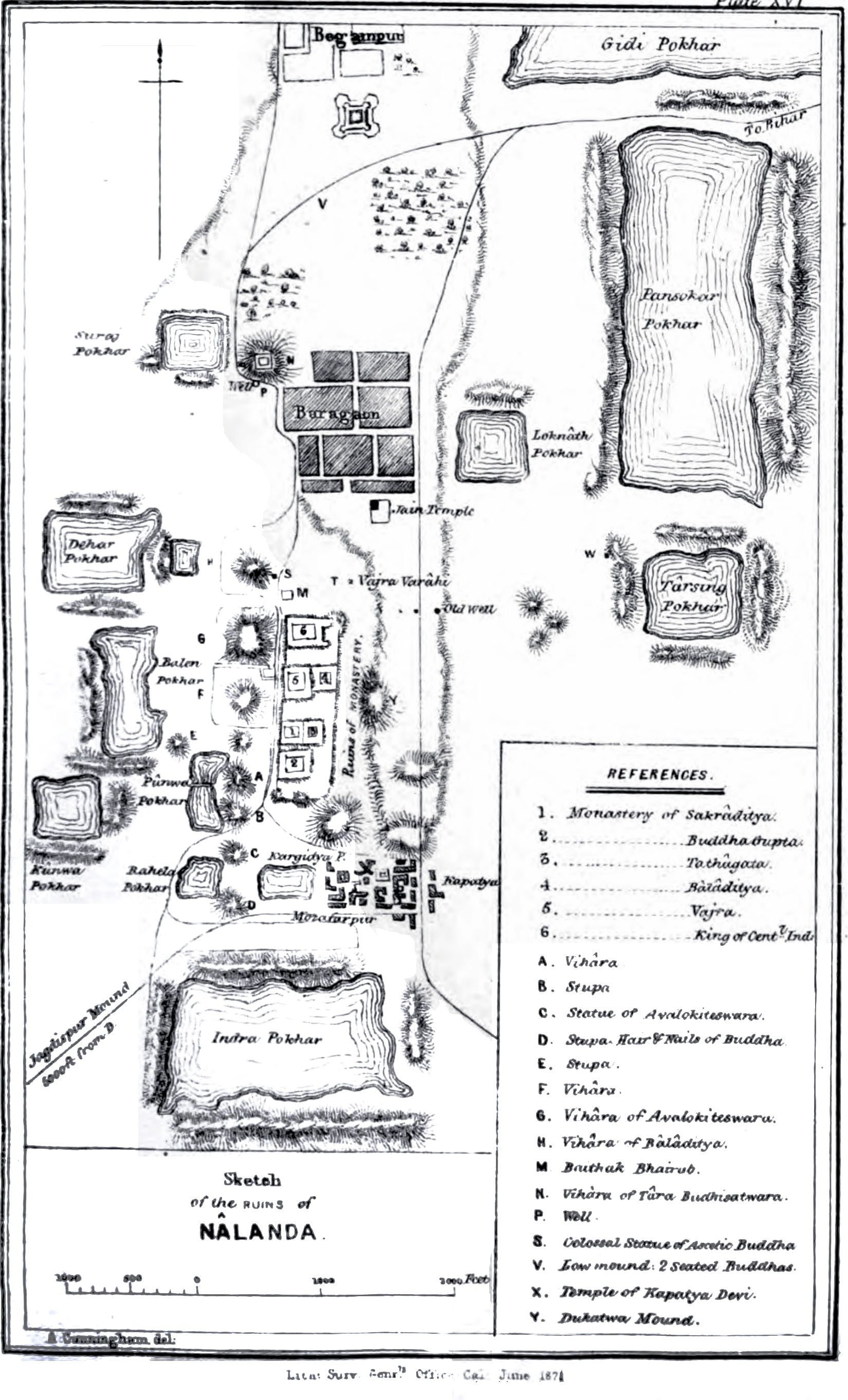
Alexander Cunninghamによる1861-62年の調査報告

ゴータマ・ブッダ が訪れ、"Pavarika" と呼ばれるマンゴーの木立の下で説法した。
仏教を学ぶ重要な場所となり、10,000人までの人が滞在した（最古で、それまでの歴史で最大の居住型の学校、最多で1万人の生徒と、1,500人の教員がいた。高い塀と、1つの門、図書館は9階建ての建物にあり、多様な分野の教科が行われていた）。
チベットの記録によると、インド仏僧龍樹(ナーガールジュナ)(150 - 250年頃）が講義を行ったとされるが、グプタ朝（427年成立）時代に、クマーラグプタ1世によって僧院が出来たと思われる。
645年（唐時代）に、唯識派のシーラバドラ（中: 戒賢）は玄奘三蔵に唯識を伝え、玄奘は657部に及ぶ経典を中国に持ち帰った。
761年に中観派のシャーンタラクシタ（中: 寂護）がチベット仏教を起こし、774年にはニンマ派の開祖パドマサンバヴァ（中: 蓮華生）が密教をチベット仏教にもたらした。サムイェー寺の宗論（792年 - 794年）では、インド仏教のカマラシーラと中国仏教の摩訶衍が宗教論争を行い、チベット仏教の方向性を決定した。
1193年に、アイバク靡下の将軍 ムハンマド・バフティヤール・ハルジー 率いるトルコイスラム人の侵略によって僧院は破壊された。インド仏教の衰退はグプタ朝時代から始まっており、イスラーム侵入以前にはほぼ衰退していた。イスラーム勢力によるナーランダー僧院の破壊はインド仏教の滅亡を決定づけた。
1957年、中華人民共和国の周恩来総理によるインドのジャワハルラール・ネルー首相への提案で僧院に玄奘の舎利が分骨された。

## ナーランダーに関連した仏教
大乗仏教 (Mahayana)
ナーランダ僧院で学究が進められ、その成果がヴェトナム、中国、韓国、日本に伝わった。
チベット仏教 (Vajrayana)
ナランダ後期（9ー12世紀）の教え、伝統から来ていると思われる。

## 今日のナーランダーの状況
現在ナーランダには人は住んでおらず、遺跡が残っている。バラガオン村 (Baragaon) が近接。
現在ナーランダー全地域を衛星写真で記録する作業が行われている。
ナーランダー博物館には発掘された写本、遺物などが展示されている。
現在ナーランダーの名は3つの学校と修道院に付けられている。
ビハール州、スリランカ、トロント、フランスの修道院にもナーランダーの名前が使われている。

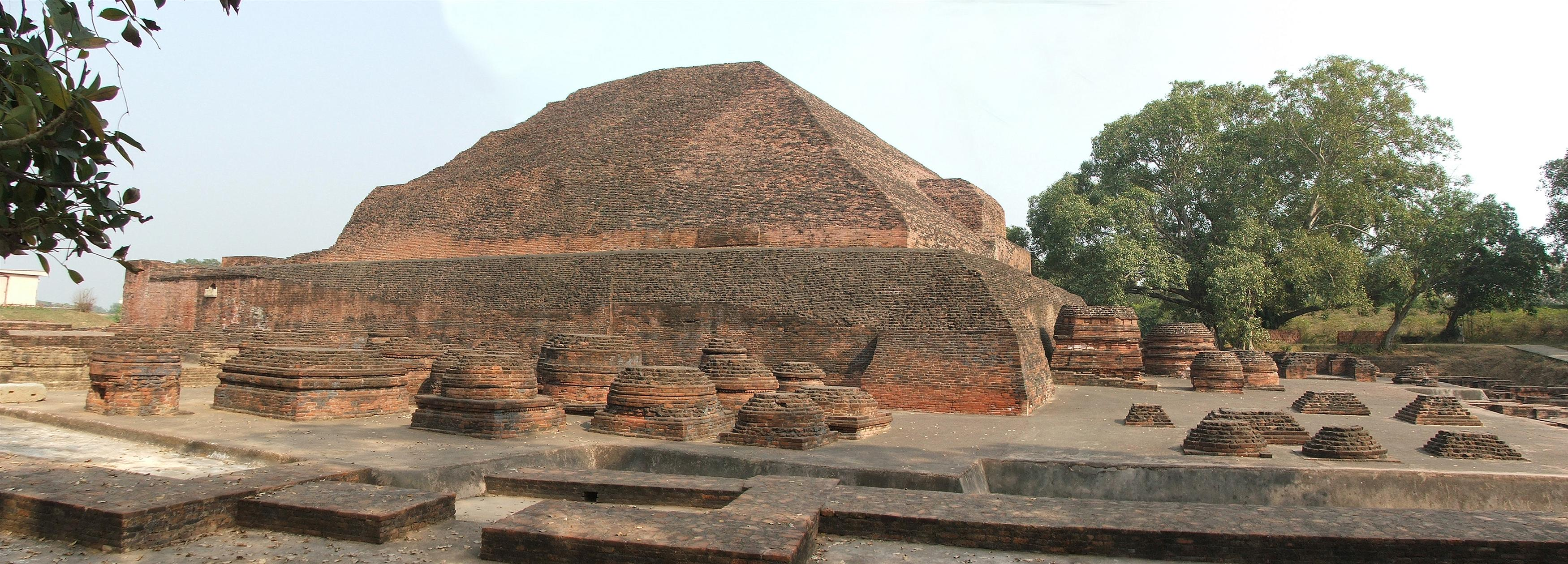
仏舎利塔遺跡
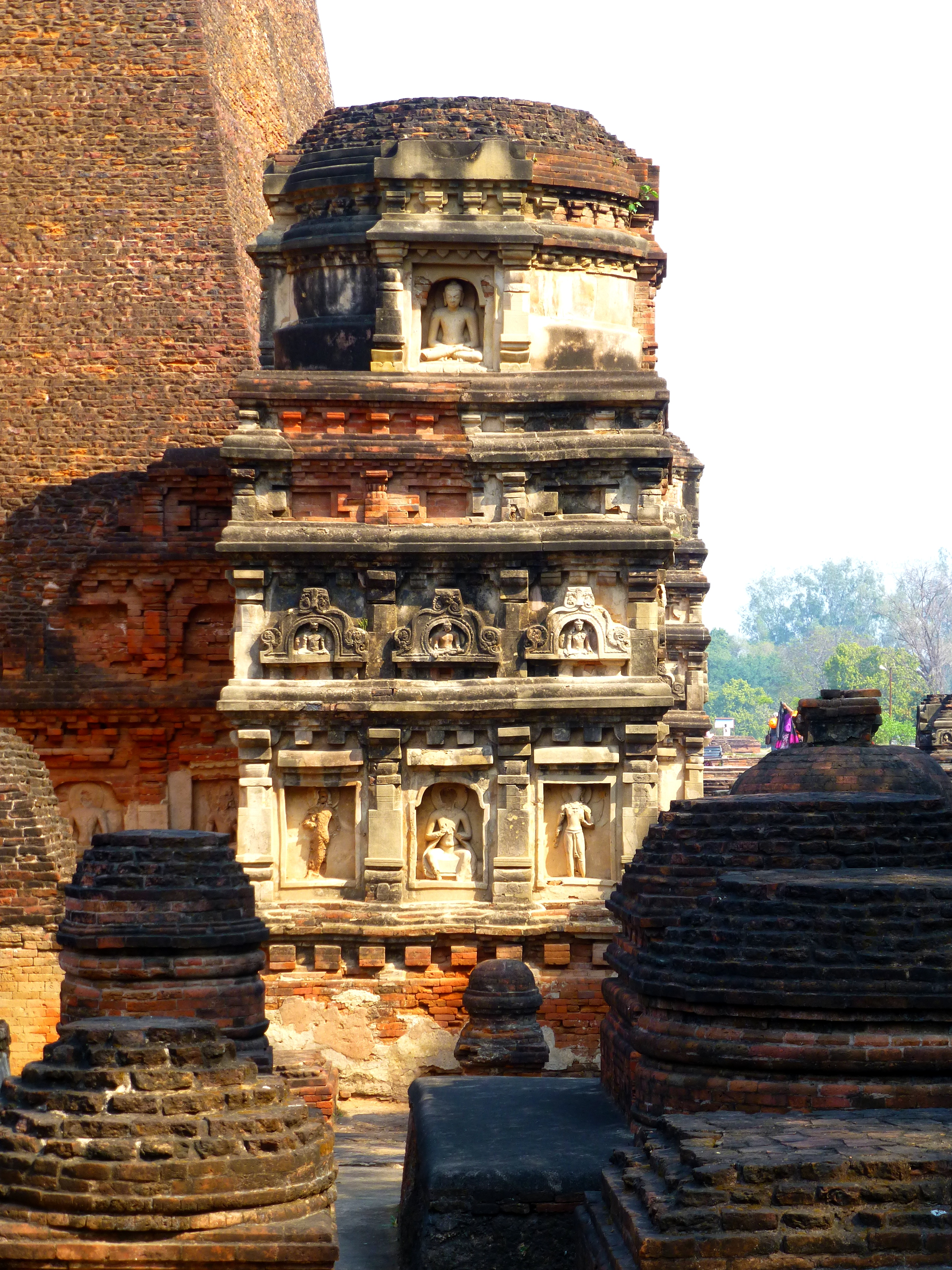
東塔遺跡
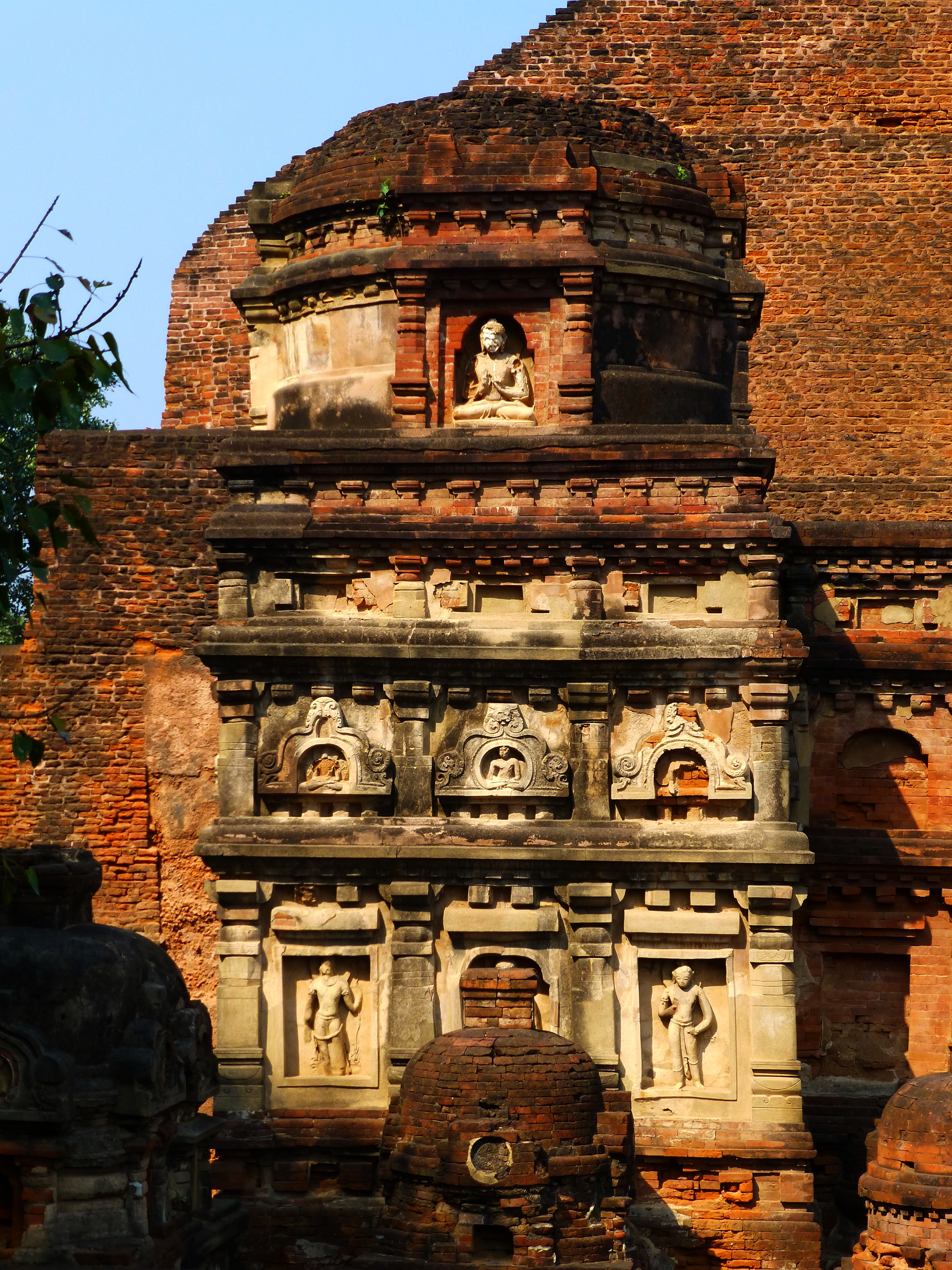
西塔遺跡
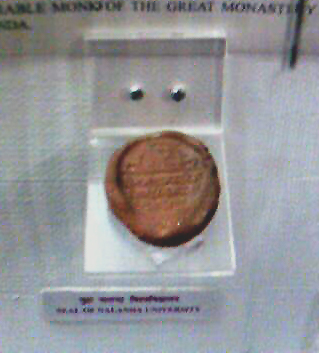
テラコッタ·シール
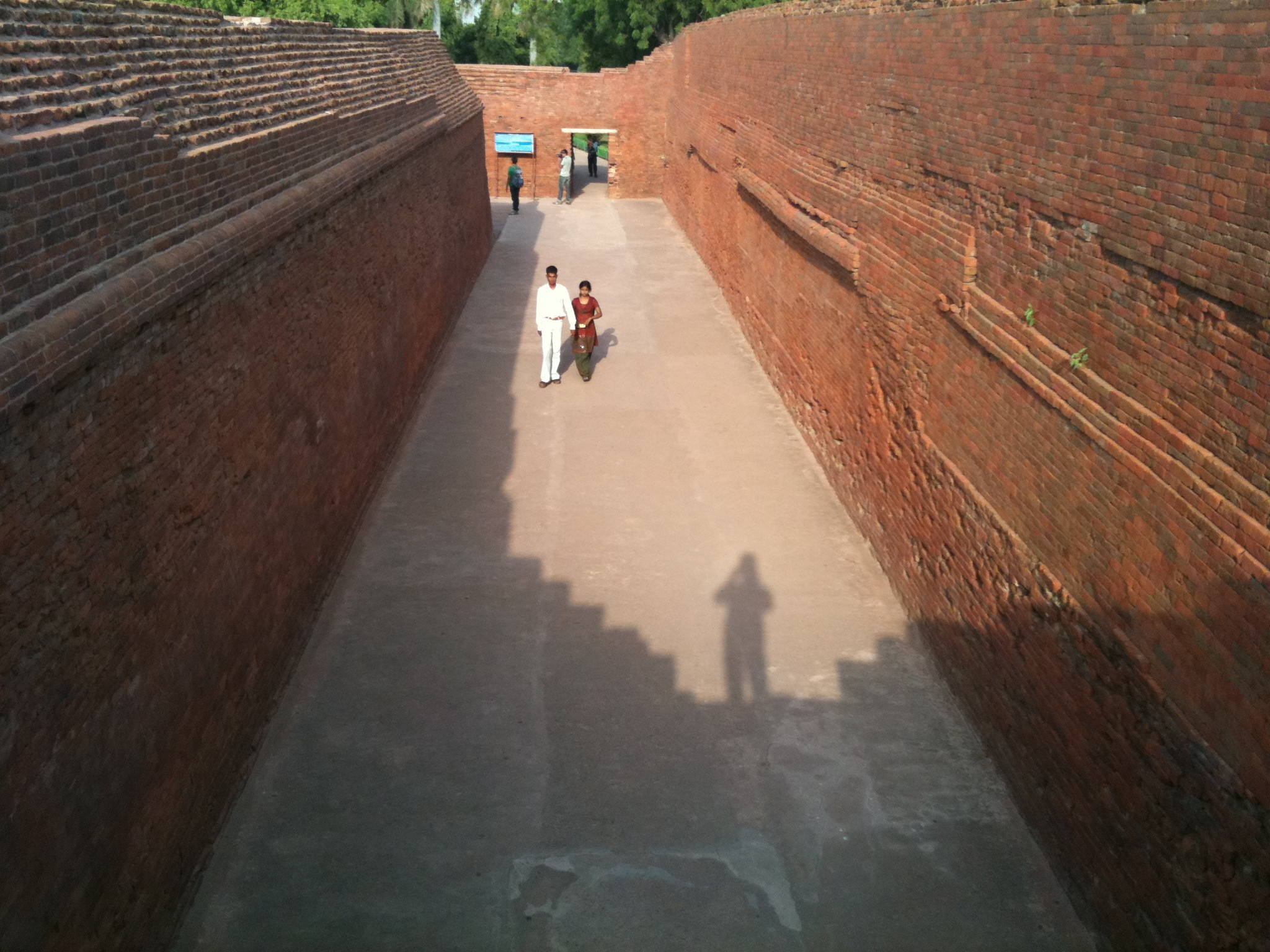
通路
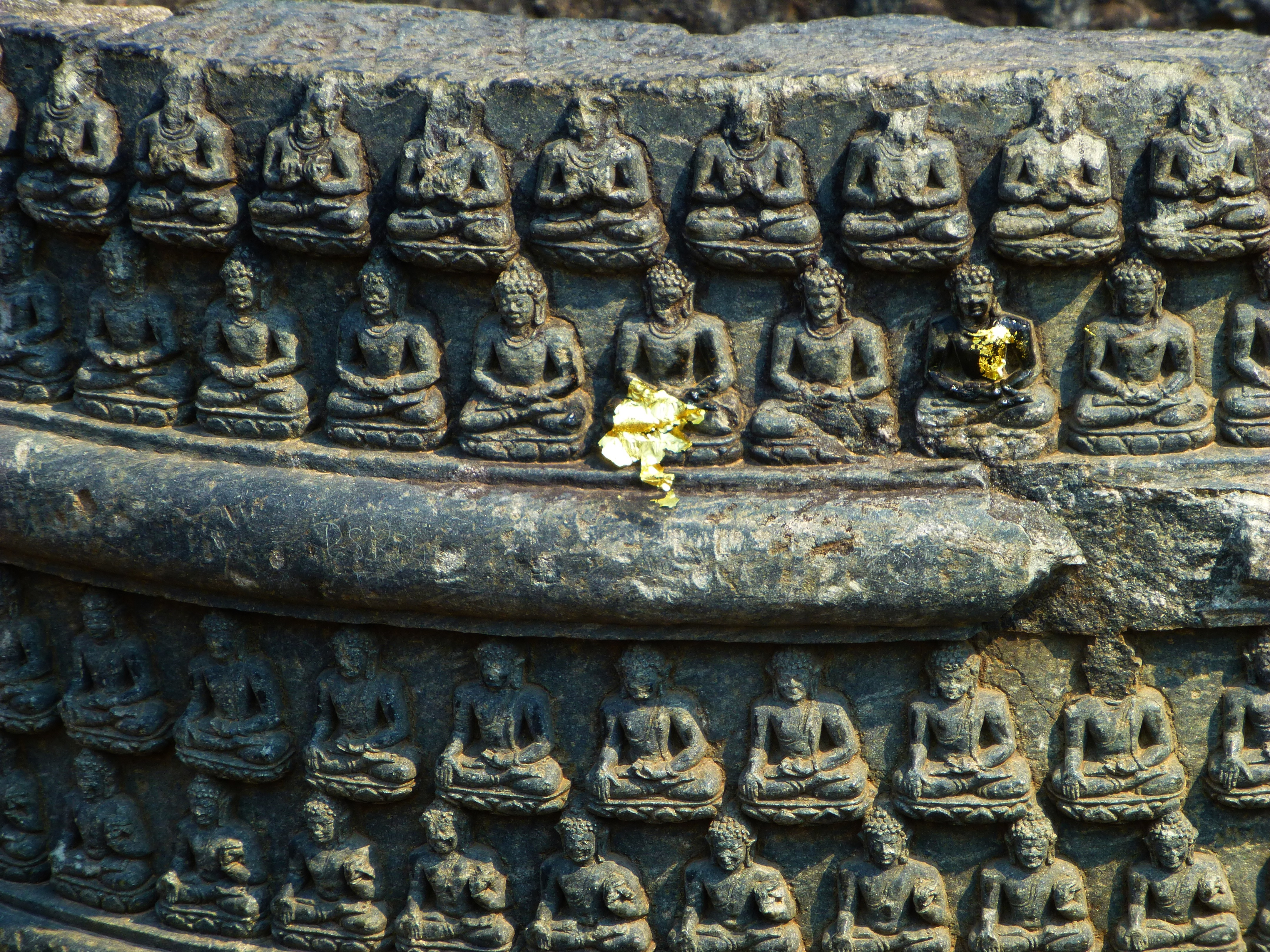
奉納塔
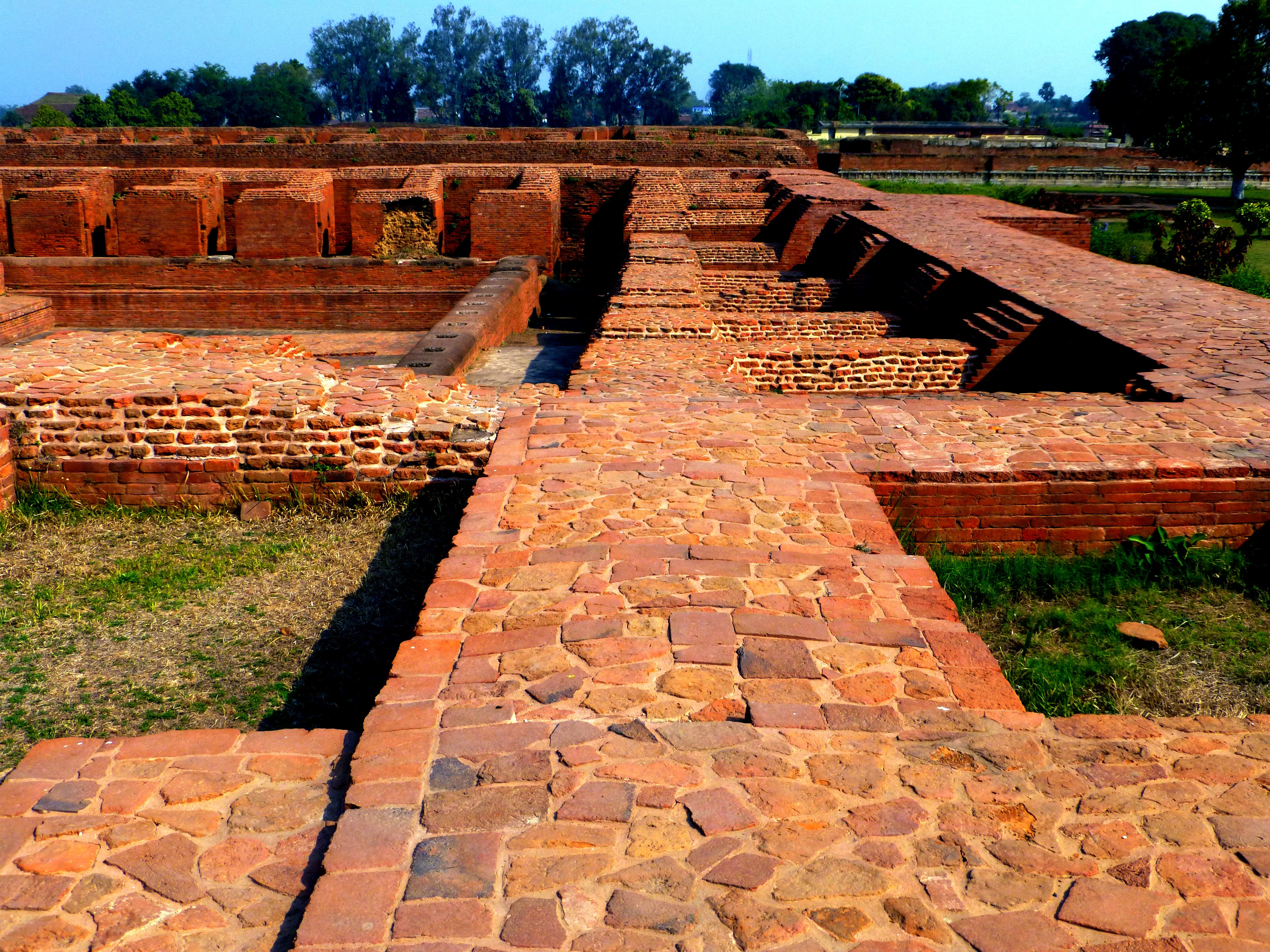
僧院跡
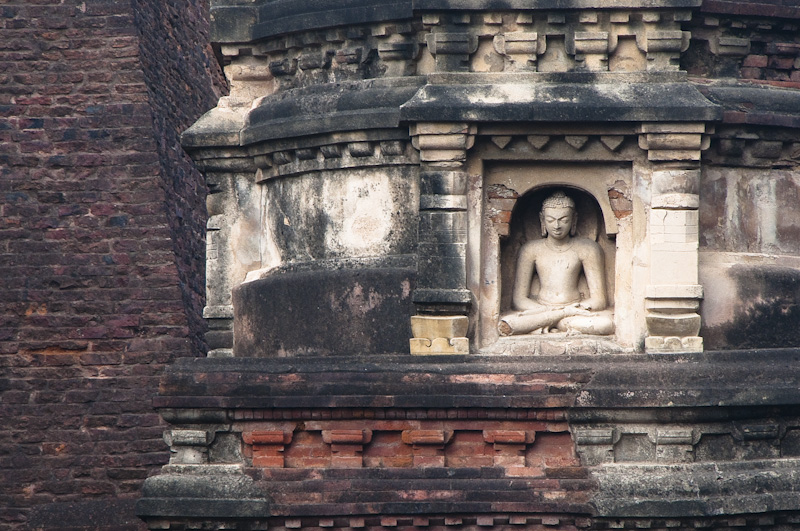
仏陀像
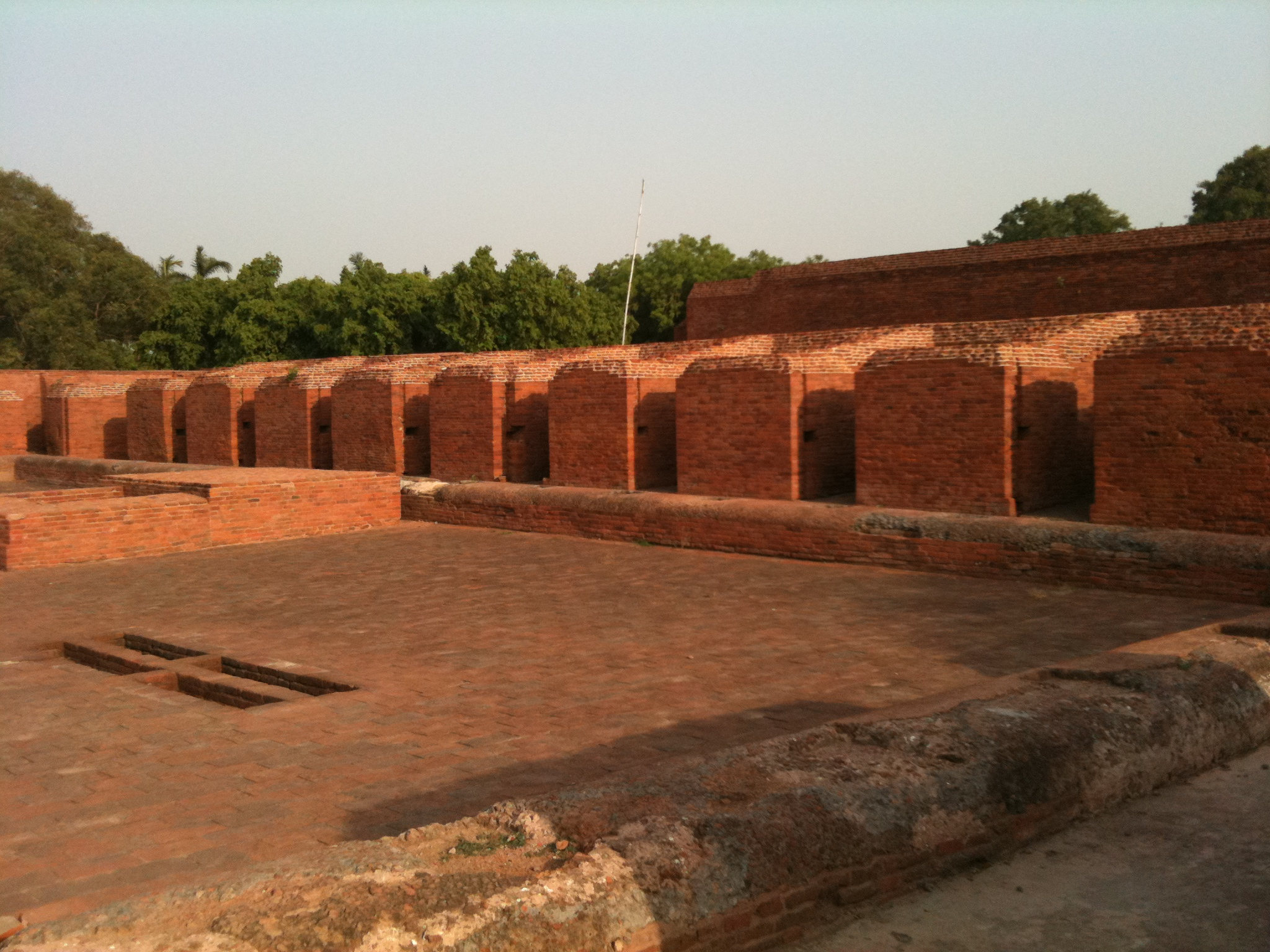
僧房跡
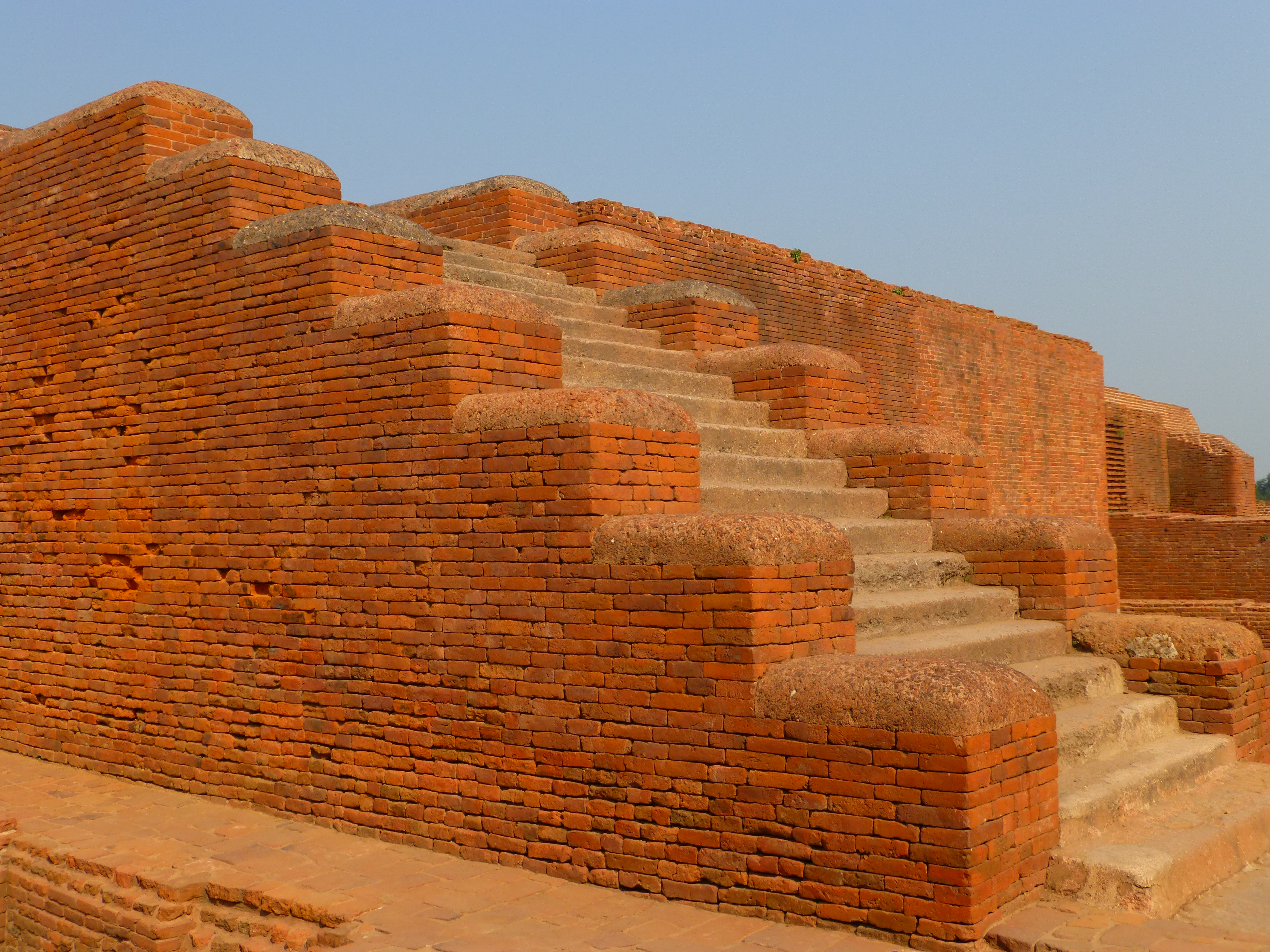
階段

## 世界遺産

### 登録基準
この世界遺産は世界遺産登録基準のうち、以下の条件を満たし、登録された（以下の基準は世界遺産センター公表の登録基準からの翻訳、引用である）。
- (4) 人類の歴史上重要な時代を例証する建築様式、建築物群、技術の集積または景観の優れた例。
- (6) 顕著で普遍的な意義を有する出来事、現存する伝統、思想、信仰または芸術的、文学的作品と直接にまたは明白に関連するもの（この基準は他の基準と組み合わせて用いるのが望ましいと世界遺産委員会は考えている）。

## 関連する人物
伝統的な資料によると、ナーランダには紀元前6世紀と5世紀に、マハーヴィーラと釈迦の両者が訪れたとされている。釈迦の有名な弟子舎利弗の出生地および入滅地でもある。
ほか、ナーランダにゆかりのある歴史的人物は以下がある。
- アーリヤバタ[17]
- 提婆[18]
- 無著[19]
- アティーシャ
- ブッダグヒヤ[20]
- 月称
- 法称（ダルマキールティ）[21]
- 護法（ダルマパーラ）
- 指空[22]
- 陳那
- カマラシーラ
- マイトリパーダ
- 龍樹[18]（中観派の祖）
- ナローパ
- シャーンタラクシタ（チベット仏教開祖）
- 寂天
- 戒賢（玄奘の教師）[23]
- 金剛智[24]
- 世親 [19]
- 玄奘（中国に仏典を持ち帰った）
- 義浄（中国に仏典を持ち帰った）